# 詩田笑子
詩田 笑子（うただ えみこ、1982年11月1日 - ）は、北海道出身のストリッパー。渋谷道頓堀劇場所属。
身長161cm・スリーサイズはB88(Fカップ)・W65・H95（「プレイタウン」2005年9月号より）

## 略歴
高校卒業後、映画専門学校に通うため上京したが、各種アルバイトを経験する中で人間関係や接客に興味を持ち始め、2年で退学して帰郷する。
その後はテレビ局や病院・老人ホームなどで働くが、2003年に札幌道頓堀劇場にてストリップを鑑賞したのがきっかけで、半年ほど考えた後に同劇場に行き面接、そのわずか3日後の2004年2月1日に同劇場でデビュー。
当初はエロチックな部分に嫌悪感を抱いており、楽屋生活にもなじめず、周囲からは「長くはもたないだろう」と言われていたという。デビュー4年目に公然わいせつ罪で摘発を受けた後には、もうストリップはやめようとも思ったが、復帰後に新聞で摘発を知った観客からの声援に励まされ、その後もストリッパーを続けていた。2011年9月20日に渋谷道頓堀劇場での公演をもって引退。

## 人物
血液型はB型。視力が悪いらしく、私生活では眼鏡をかけている。
映画やオペラ・神話に関する豊富な知識を保しており、それらを舞台に反映させることが多く、その殆どは再現性や臨場感に長けながらも、新鮮さが感じられる。
反映させた主なものとしては、松田優作の探偵物語・サロメ・アルプスの少女ハイジなどがある。
その一方で、特定の方向性に偏らないように、ウサギの着ぐるみなどのコミカルな演出も魅せる。
趣味は映画鑑賞・舞台鑑賞・化粧品収集・着物収集。